# Grand Prix automobile du Canada 1999
GP précédent GP suivant
Le Grand Prix automobile du Canada 1999 (Air Canada Grand Prix du Canada 1999), disputé sur le circuit Gilles-Villeneuve de Montréal le 13 juin 1999, est la 636e épreuve de l'histoire du championnat du monde de Formule 1 courue depuis 1950 et la sixième manche du championnat 1999.

## Classement

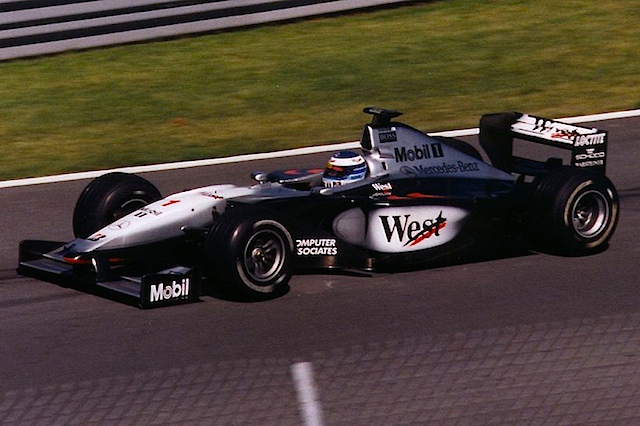
Mika Hakkinen remporte le Grand Prix du Canada 1999.

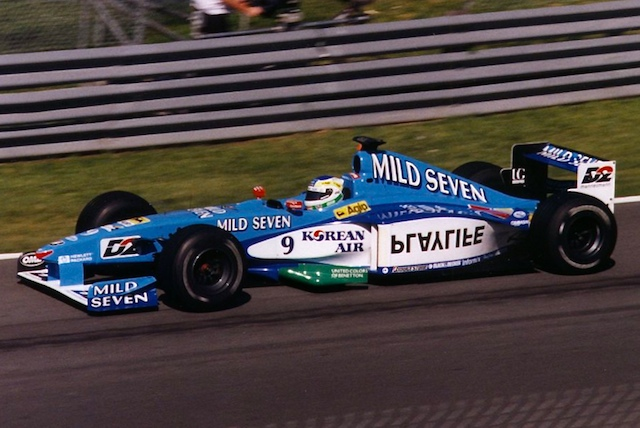
Giancarlo Fisichella, second du Grand Prix du Canada 1999.

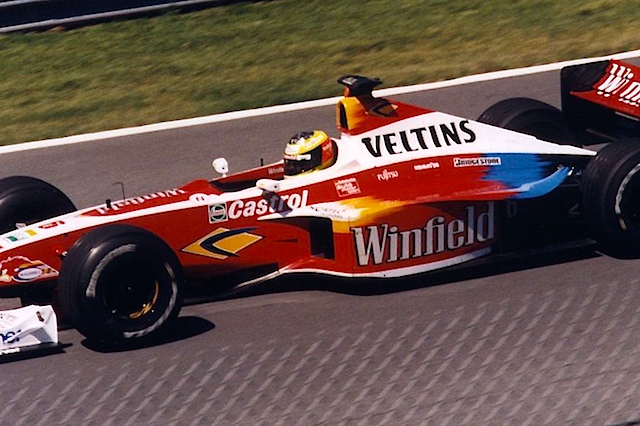
Ralf Schumacher, quatrième du Grand Prix du Canada 1999.

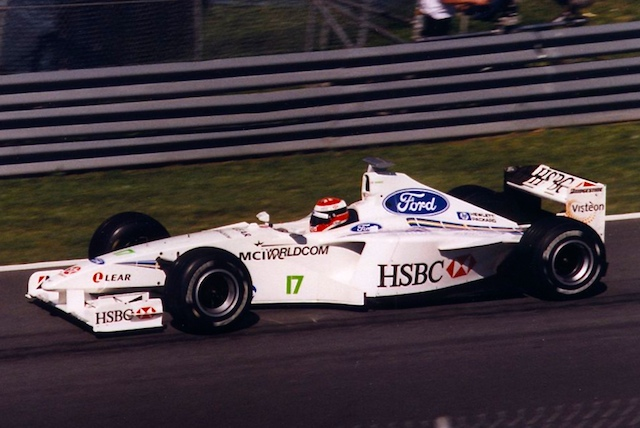
Johnny Herbert, cinquième du Grand Prix du Canada 1999.

| Pos. | No | Pilote                | Écurie             | Tours | Temps/Abandon                      | Grille | Points |
| ---- | -- | --------------------- | ------------------ | ----- | ---------------------------------- | ------ | ------ |
| 1    | 1  | Mika Häkkinen         | McLaren-Mercedes   | 69    | 1 h 41 min 35 s 727 (180,155 km/h) | 2      | 10     |
| 2    | 9  | Giancarlo Fisichella  | Benetton-Playlife  | 69    | + 0 s 781                          | 7      | 6      |
| 3    | 4  | Eddie Irvine          | Ferrari            | 69    | + 1 s 796                          | 3      | 4      |
| 4    | 6  | Ralf Schumacher       | Williams-Supertec  | 69    | + 2 s 391                          | 13     | 3      |
| 5    | 17 | Johnny Herbert        | Stewart-Ford       | 69    | + 2 s 804                          | 10     | 2      |
| 6    | 12 | Pedro Diniz           | Sauber-Petronas    | 69    | + 3 s 710                          | 18     | 1      |
| 7    | 2  | David Coulthard       | McLaren-Mercedes   | 69    | + 5 s 003                          | 4      |        |
| 8    | 21 | Marc Gené             | Minardi-Ford       | 68    | + 1 tour                           | 22     |        |
| 9    | 18 | Olivier Panis         | Prost-Peugeot      | 68    | + 1 tour                           | 15     |        |
| 10   | 20 | Luca Badoer           | Minardi-Ford       | 67    | + 2 tours                          | 21     |        |
| 11   | 8  | Heinz-Harald Frentzen | Jordan-Mugen-Honda | 65    | Accident                           | 6      |        |
| Abd. | 5  | Alessandro Zanardi    | Williams-Supertec  | 50    | Transmission                       | 12     |        |
| Abd. | 15 | Toranosuke Takagi     | Arrows             | 41    | Transmission                       | 19     |        |
| Abd. | 22 | Jacques Villeneuve    | BAR-Supertec       | 34    | Accident                           | 16     |        |
| Abd. | 3  | Michael Schumacher    | Ferrari            | 29    | Accident                           | 1      |        |
| Abd. | 14 | Pedro de la Rosa      | Arrows             | 22    | Transmission                       | 20     |        |
| Abd. | 7  | Damon Hill            | Jordan-Mugen-Honda | 14    | Accident                           | 14     |        |
| Abd. | 16 | Rubens Barrichello    | Stewart-Ford       | 14    | Direction                          | 5      |        |
| Abd. | 23 | Ricardo Zonta         | BAR-Supertec       | 2     | Accident                           | 17     |        |
| Abd. | 11 | Jean Alesi            | Sauber-Petronas    | 0     | Collision                          | 8      |        |
| Abd. | 19 | Jarno Trulli          | Prost-Peugeot      | 0     | Collision                          | 9      |        |
| Abd. | 10 | Alexander Wurz        | Benetton-Playlife  | 0     | Transmission                       | 11     |        |

## Pole position et record du tour
- Pole position : Michael Schumacher en 1 min 19 s 298 (vitesse moyenne : 200,706 km/h).
- Meilleur tour en course : Eddie Irvine en 1 min 20 s 382 au 62e tour (vitesse moyenne : 198,000 km/h).

## Tours en tête
- Michael Schumacher : 29 (1-29)
- Mika Häkkinen : 40 (30-69)

## Statistiques
- 12e victoire pour Mika Häkkinen.
- 119e victoire pour McLaren en tant que constructeur.
- 124e victoire pour Mercedes en tant que motoriste.
- La course est neutralisée à trois reprises, du 1er au 7e tour, 37e au 40e tour puis du 67e au 69e tour.